# ΜTorrent
μTorrent（マイクロトレント、ミュートレント、uTorrent（ユートレント）詳細は後述、略称はμTもしくはuT)とは、BitTorrent, Inc.によって開発されているフリーウェア・クローズドソースのBitTorrentクライアントソフトである。WindowsとmacOSで利用できる。どちらのバージョンもC++で記述されている。名前のμはSI接頭語において100万分の一を意味する「マイクロ」からとられたもので、μTorrentのメモリ使用量の小ささを表している。μTorrentは、VuzeやBitCometなどと比較して、機能を使用している際に使うコンピュータリソースを小さくするよう設計されている。
一部の古くからのユーザーからは「ミュートレント」と呼称されている場合もある。
μTorrentは、機能・パフォーマンス・安定性・古いハードウェアや古いバージョンのWindowsへの対応により、安定した高評価を得ている。μTorrentが最も使用数の多いBitTorrentクライアントであり、P2Pアプリケーションでは2番人気だという報告もある。
2005年の最初のリリース以来、活発な開発が続いている。元々の開発者はLudvig Strigeusであったが、2006年11月7日から、BitTorrent, Inc.がソースコードを所有し、開発を引き継ぐことになった。ソースコードはまた、同社のクライアントソフトウェアであるBitTorrent clientバージョン6.0の基礎に使用されたため、BitTorrent clientはμTorrentの再ブランド化バージョンということになる。
2011年7月15日、BitTorrentはuTorrent Plus（有料版）を提供すると発表した。

## 歴史
ソフトウェアの肥大化への不満を背景に、Serge PaquetはLudvig Strigeusに軽量で便利なBitTorrentクライアントを作ることを勧めた。Strigeusはプログラム開発の計画を練り始めたが、この当時は多機能なクライアントを作ることは構想に入っていなかった。2004年秋、Strigeusは一ヶ月ほどの最初の作業(主に仕事前後の空き時間を使った)の後、μTorrentのコーディングを一年ほど休止した。ファーストビルドの日付は2004年10月17日になっている。2005年9月15日に作業を再開し、三日後に最初のパブリックリリース(1.1ベータ)がフリーウェアとして提供され、フィードバック作業が開始された。

### 広告
初期のバージョンでは、検索バーからnanotorrent.com(BitTorrent検索サイト。現在は存在せず)経由でのweb接続機能を組み込んでいたが、この検索バーにはブラウザフレームによる広告が表示されていた。ユーザーの中には、この広告をダウンロードしたIPアドレスを記録することで追跡に利用できるのではないかといぶかしむ者もおり、また、どのようなWebインターフェイスであろうと、検索機能があればユーザー情報を簡単に追跡できると考えるものもいた。短いテスト期間の後、これらの懸念を払拭するため、広告は取り払われることになった。
これ以降のバージョンでは、広告の代わりに「全てのサイトを検索する」機能が設けられた。これはキーワードベースの検索バーで、様々なトラッカーからトレントファイルを検索して列挙する機能である。検索機能が使用されると、最前面に広告が表示された。バージョン1.5以降は、プログラム全体を通して一切広告は表示されなくなっている。
ビルド463より、高度なオプションでウェブ転送機能が使用できるようになった。
ver3.3.1の時点においては無料版にて広告が表示されているが設定を変更することにより非表示にすることができる。
また、インストール時に他社アプリケーションや検索ツールバーなどのバンドルを行うようになっている。こちらもインストールオプションにより除外できるが、デフォルトではチェックされている。

### PeerFactor SARL
2006年3月4日、PeerFactor SARLはStrigeusと「Web上でのコンテンツ配信用の新しいアプリケーション」開発のための6ヶ月契約を締結したと発表した。PeerFactor SARLは、フランスの著作権保護団体の子会社であるPeerFactorの元社員によって設立された新会社である。
Strigeusは、PeerFactor SARLでのコーディングの目的は、BitTorrentプロトコルを最適化する専門技術を活用して、PeerFactor SARLのファイル配布の共通規格の一部として使う予定のDLLを作成することであると語った。 当時、μTorrentはPeerFactorのためにユーザーを監視するように仕様変更されている、という憶測が存在していた が、今までのところ(BitTorrent, Inc.の所有後も)この主張を裏付ける証拠はない。

### 所有者の交代
μTorrentのオフィシャルフォーラムによれば2006年11月7日、μTorrentはBitTorrent, Inc.に買収された。今のところ、μTorrentはオフィシャルサイトとコミュニティを続ける方針で、ソースコードも非公開を続ける予定である。Strigeusは技術顧問として貢献を続けているが、μTorrentの開発の大部分はBitTorrent, Inc.が担当することになる。
2007年9月18日、BitTorrent Client6.0がリリースされた。これはμTorrentの再ブランドバージョンである。このためBitTorrent Client6はクローズドソースになり(5.x以前はオープンソース)、Windowsのみ対応になった。
2017年4月、BitTorrentの創始者であるブラム・コーエンが次のバージョンからウェブブラウザベースになる事を発表。

## macOS版とLinux版
ここ数年間をかけて、macOS版のμTorrentの開発が進められている。2008年11月27日の時点で、オフィシャルサイトの別セクションからβ版がダウンロードできるようになっている。
2010年からμTorrentのホームページ上で始まったユーザーからのアイデアを募集するIdea BankにLinux版の開発を求める声が多かった為にLinux版の開発が始まり、2010年の夏、終了時期のリリースを目標に非公開の形で開発がされている。

## リリース履歴
| バージョン | サイズ (KB) | リリース日 |
| ---------- | ----------- | ---------- |
| 1.0.0      | 77 kB       |            |
| 1.1.7      | 98 kB       | 2005-10-22 |
| 1.2.2      | 107 kB      | 2005-11-25 |
| 1.3.0      | 115 kB      | 2005-12-10 |
| 1.4.0      | 130 kB      | 2006-01-11 |
| 1.5.0      | 155 kB      | 2006-03-08 |
| 1.6.1      | 173 kB      | 2007-02-15 |
| 1.7.7      | 214 kB      | 2008-01-25 |
| 1.8.1      | 263 kB      | 2008-10-06 |
| 1.8.3      | 280.8 kB    | 2009-06-16 |
| 1.8.5      | 282.8 kB    | 2009-10-29 |
| 2.0        | 311.8 kB    | 2010-01-25 |
| 2.0.2      | 314 kB      | 2010-05-14 |
| 2.0.3      | 319 kB      | 2010-07-22 |
| 2.0.4      | 320 kB      | 2010-08-29 |
| 2.2.0      | 385 kB      | 2010-11-11 |
| 2.2.1      | 390 kB      | 2011-03-09 |
| 3.0.1      | 390 kB      | 2011-12-05 |
| 3.1.3      | 390 kB      | 2012-03-09 |

## 読み方
「ユー(u)」もしくは「マイクロ(μ)」
2005年にStrigeusは、「僕は(μの字が)uに見えるから、普段はユートレント(you torrent)と読んでいる」と書いており、読み方の候補として「マイクロトレント」や「マイトレント」を挙げている。μの記号はもともとギリシア語のミュー(Μ)の小文字で、SI接頭語では100万分の一を表す「マイクロ」であり、μTorrentの使用領域の小ささを表している。

## スタッフ
元々の開発者はLudvig Strigeus(通称ludde。スウェーデン)。リリースコーディネイターはサージ・パケット(Serge Paquet)(通称vurlix、カナダ)で、Linux・Mac OS X版の作業をする予定だった。2005年の終わりまでμTorrentのサイトとフォーラムを運営していたが、今はもう関わっていない。
BitTorrent社による買収の後は、グレッグ・ヘーゼル(Greg Hazel、通称alus)、アーヴィッド、ノーバーグ(Arvid Norberg、通称arvid)、リチャード・コイ(Richard Choi 通称rchoi)、ライアン・ノートン(Ryan Norton、通称RyanNorton)といったBitTorrent社の開発者によって開発された。Strigeusも技術顧問として残っている。
その他の仕事も後任者によってなされている。ジャンカルロ・マルチネス(Giancarlo Martinez 通称Firon プエルトリコ)はμTorrentのフォーラム・FAQの管理をしている。カーステン・ニーブール(Carsten Niebuhr　通称Directrix、ドイツ)はμTorrentのWebインターフェイスの開発・管理をしている。ティモシー・スー(Timothy Su 通称ignorantcow　マレーシア)は現在のオフィシャルサイトの管理人である。

## 機能
現在のμTorrentの機能には以下のようなものがある。
- メモリ14MB、Intel 486プロセッサのWindows 95という低スペック上でも動作する[15]。
- Windows 95/98/MEでのUnicodeサポート、μTorrentよりも数倍大きいMicrosoft Layer for Unicodeの使用を回避。
- Teredo(en)/ IPv6 サポート。
- 全てのWindowsにおけるUPnP サポート。Windows XPのUPnPフレームワーク不要。
- プロトコル暗号化。
- 他のクライアントとのピア互換性。
  - libtorrent(en:libtorrent)および、Deluge(en:Deluge)その他のlibtorrentベースのクライアントは完全互換。
  - TransmissionおよびlibTransmissionベースのクライアントは完全互換。
  - KTorrentは2.1 RC1の時点で完全互換。
  - Vuze(旧称Azureus)はversion 3.0.4.3の時点で完全互換。
- RSSダウンロード("broadcatching").
- 分散ハッシュテーブル(DHT)を使ったトラッカー非依存BitTorrentに対応。BitTorrent client、BitCometと互換。
- 設定可能なインテリジェントキャッシュシステム。
- プロキシ対応。
- HTTPSトラッカー対応。
- 設定可能な帯域幅スケジューラ搭載。
- 38言語に対応。(日本語含む)[16]
- イニシャルシード(en:Super-seeding)機能。
- カスタマイズ可能なツールバー・ユーザーインターフェース[17]
- 設定項目・一時ファイルは1つのフォルダに格納するため、持ち運んでの使用が可能
- WebUI。ベータテスト中のプラグインで、動作中のμTorrentを、LANもしくはインターネット上の他のコンピュータから操作できるようにする機能。
- 埋め込みトラッカー。シードのためのシンプルなトラッカー機能。Webインターフェースやホスト中のトレントリストは搭載しておらず、セキュアな通信、大容量での使用は想定されていない。[18]

## サイズ
μTorrentは、スタンドアロンの圧縮実行ファイルで配布されているため特にインストール作業は必要ないが、簡易的なインストーラも用意されている。最近のバージョンでは、初回起動の際にインストールを行う機能が付属している。実行ファイルの縮小を実現するために多くのライブラリの使用を避けており、特にC++の標準ライブラリやストリーム機能を切って、μTorrentのための代替コードを記述している。さらに実行ファイルをUPXで圧縮し、コンパイル・リンク済みのサイズから約半分にまで圧縮している。

## 脆弱性
複数のBitTorrentクライアントがWeb UIと呼ばれるサーバ機能を備えているが、μTorrentとBitTorrentにおいては攻撃者がこの機能を悪用することで、使用者のコンピュータにリモートアクセスできる脆弱性が長年に渡り放置されていたことが、2017年11月にGoogleのセキュリティ研究者Tavis Ormandyによって公表された。特にμTorrentのバージョン3.xにおいては、設定上でWeb UIを無効にしていたとしても第三者によるリモートアクセスが可能な状態であった。Tavis Ormandyは、Googleの脆弱性発見チームProject Zeroの方針に基づき、90日のデッドラインの後に問題のソースコードを公開すると警告した。BitTorrentは2018年2月22日にリリースされたμTorrentのバージョン3.5.3および、BitTorrentのバージョン7.10.3において、この問題を解決したと述べている。

## 評価
μTorrentは、他のクライアントソフトとは一線を画す小さいディスク領域とリソース使用量の少なさが評価されており、通常、批判されているのはクローズドソースであることのみである。PC Magazine誌(アメリカのコンピュータ雑誌)は、μTorrentを「すぐれた一連の機能を詰め込んでいる」と高評価し、同誌の「Best free 157 software tools」にもリストアップされている。またPC World誌(同じく、アメリカのコンピュータ雑誌)の「101 Fantastic freebies」(素晴らしい無料提供【ソフト】101本)にも挙げられている。マニラ・スタンダード・トゥデイ紙(フィリピンの新聞)は「Windowsの大容量ファイルダウンロードユーティリティで明らかに最高のもの」だと評した。TorrentFreak.comは、現在使用できるBitTorrentクライアントの中でμTorrentが最も機能が豊かだと評した。All Aboutは、μTorrentの小ささ、コンピュータの処理速度への影響の小ささを挙げて、最高のBitTorrent clientだと評した。Wired.comは、「メモリー使用量も笑えるほど小さい」と評した。PC Authority magazineは、最高評価の6つ星を挙げている。Lifehacker.comは最高のBitTorrentクライアントという評価を続けている。CNETは最高評価の5つ星を挙げ、「軽量で素早いダウンロード」が特徴と評している。Sakaal Times紙(インドの新聞)でも触れられた。